# Aubencheul-au-Bac
Pour les articles homonymes, voir Aubencheul et Bac.
Aubencheul-au-Bac est une commune française située dans le département du Nord, en région Hauts-de-France.

## Géographie

### Localisation
|                | Aubigny-au-Bac    |          |
| Oisy-le-Verger | Aubencheul-au-Bac | Fressies |
|                | Épinoy            |          |

### Hydrographie

#### Réseau hydrographique
La commune est située dans le bassin Artois-Picardie. Elle est drainée par la rivière Sensée et le canal de la Sensée du confluent du canal du Nord au confluent de l'Escaut canalisé,.
La Sensée, d'une longueur de 20 km, prend sa source dans la commune de Arleux et se jette  dans l'Escaut canalisée à Bouchain, après avoir traversé douze communes.
Le canal de la Sensée permet un lien entre le canal de Saint-Quentin au nord de Cambrai avec la Scarpe canalisée et le canal de la Deûle à Douai.

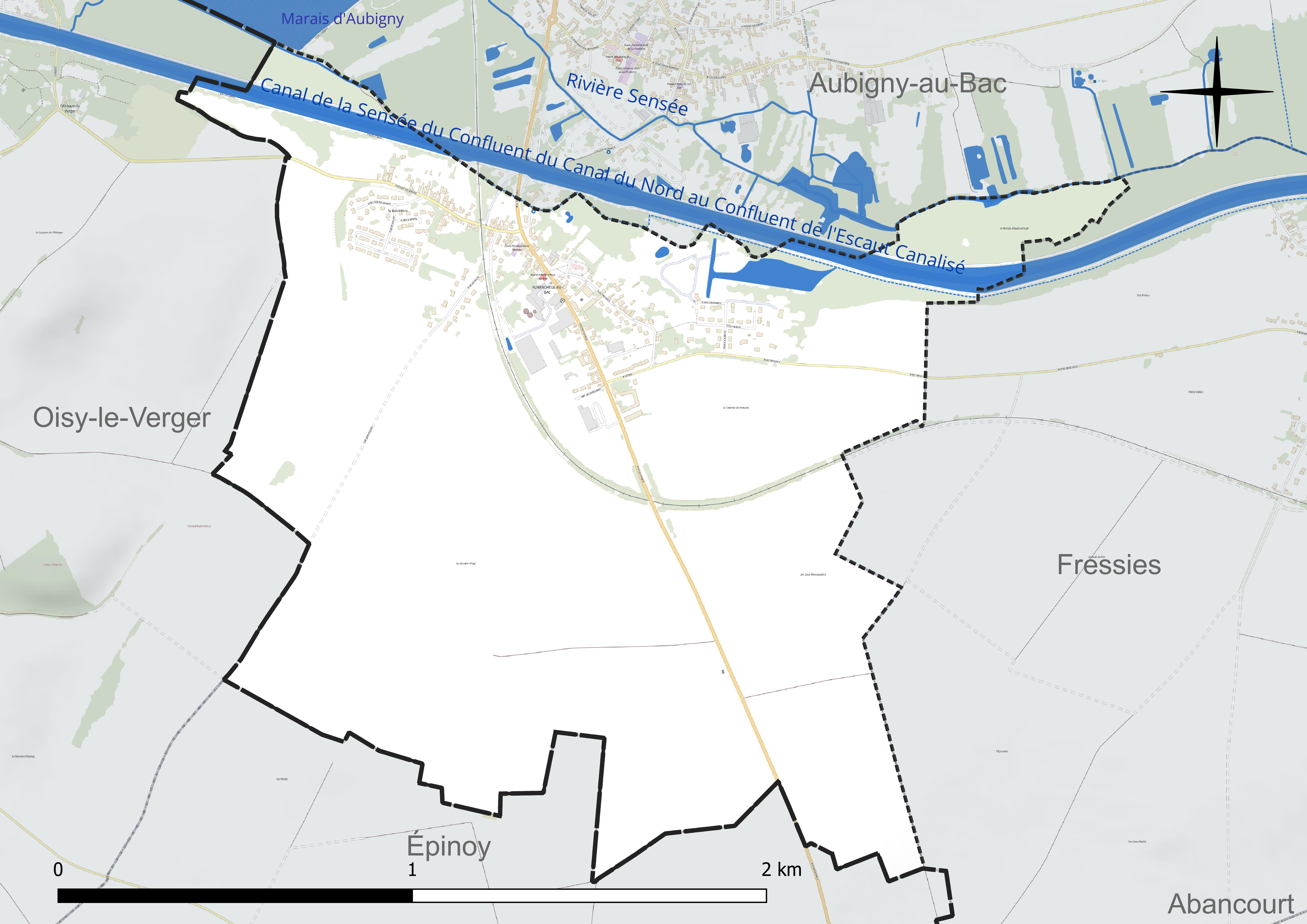
Réseau hydrographique d'Aubencheul-au-Bac.

Un plan d'eau complète le réseau hydrographique : le marais d'Aubigny, d'une superficie totale de 43,4 ha (0 ha sur la commune),.

#### Gestion et qualité des eaux
Le territoire communal est couvert par le schéma d'aménagement et de gestion des eaux (SAGE) « Sensée ». Ce document de planification concerne un territoire de 857 km2 de superficie, délimité par le bassin versant de la Sensée. Le périmètre a été arrêté le 14 janvier 2023 et le SAGE proprement dit a été approuvé le 21 février 2020. La structure porteuse de l'élaboration et de la mise en œuvre est le syndicat mixte Escaut et Affluents (SyMEA).
La qualité des cours d'eau peut être consultée sur un site dédié géré par les agences de l'eau et l'Agence française pour la biodiversité.

### Climat
Pour des articles plus généraux, voir Climat des Hauts-de-France et Climat du Nord.
En 2010, le climat de la commune est de type climat océanique dégradé des plaines du Centre et du Nord, selon une étude du CNRS s'appuyant sur une série de données couvrant la période 1971-2000. En 2020, Météo-France publie une typologie des climats de la France métropolitaine dans laquelle la commune est exposée à un climat océanique et est dans la région climatique Nord-est du bassin Parisien, caractérisée par un ensoleillement médiocre, une pluviométrie moyenne régulièrement répartie au cours de l'année et un hiver froid (3 °C).
Pour la période 1971-2000, la température annuelle moyenne est de 10,6 °C, avec une amplitude thermique annuelle de 14,8 °C. Le cumul annuel moyen de précipitations est de 703 mm, avec 12,7 jours de précipitations en janvier et 9,2 jours en juillet. Pour la période 1991-2020, la température moyenne annuelle observée sur la station météorologique la plus proche, située sur la commune de Douai à 14 km à vol d'oiseau, est de 11,0 °C et le cumul annuel moyen de précipitations est de 729,2 mm,. Pour l'avenir, les paramètres climatiques de la commune estimés pour 2050 selon différents scénarios d'émission de gaz à effet de serre sont consultables sur un site dédié publié par Météo-France en novembre 2022.

## Urbanisme

### Typologie
Au 1er janvier 2024, Aubencheul-au-Bac est catégorisée commune rurale à habitat dispersé, selon la nouvelle grille communale de densité à sept niveaux définie par l'Insee en 2022.
Elle est située hors unité urbaine. Par ailleurs la commune fait partie de l'aire d'attraction de Douai, dont elle est une commune de la couronne,. Cette aire, qui regroupe 61 communes, est catégorisée dans les aires de 50 000 à moins de 200 000 habitants,.

### Occupation des sols
L'occupation des sols de la commune, telle qu'elle ressort de la base de données européenne d'occupation biophysique des sols Corine Land Cover (CLC), est marquée par l'importance des territoires agricoles (75,7 % en 2018), en diminution par rapport à 1990 (79,9 %). La répartition détaillée en 2018 est la suivante : 
terres arables (75,7 %), zones urbanisées (14,7 %), forêts (5,5 %), zones humides intérieures (2,7 %), espaces verts artificialisés, non agricoles (1,3 %). L'évolution de l'occupation des sols de la commune et de ses infrastructures peut être observée sur les différentes représentations cartographiques du territoire : la carte de Cassini (XVIIIe siècle), la carte d'état-major (1820-1866) et les cartes ou photos aériennes de l'IGN pour la période actuelle (1950 à aujourd'hui).

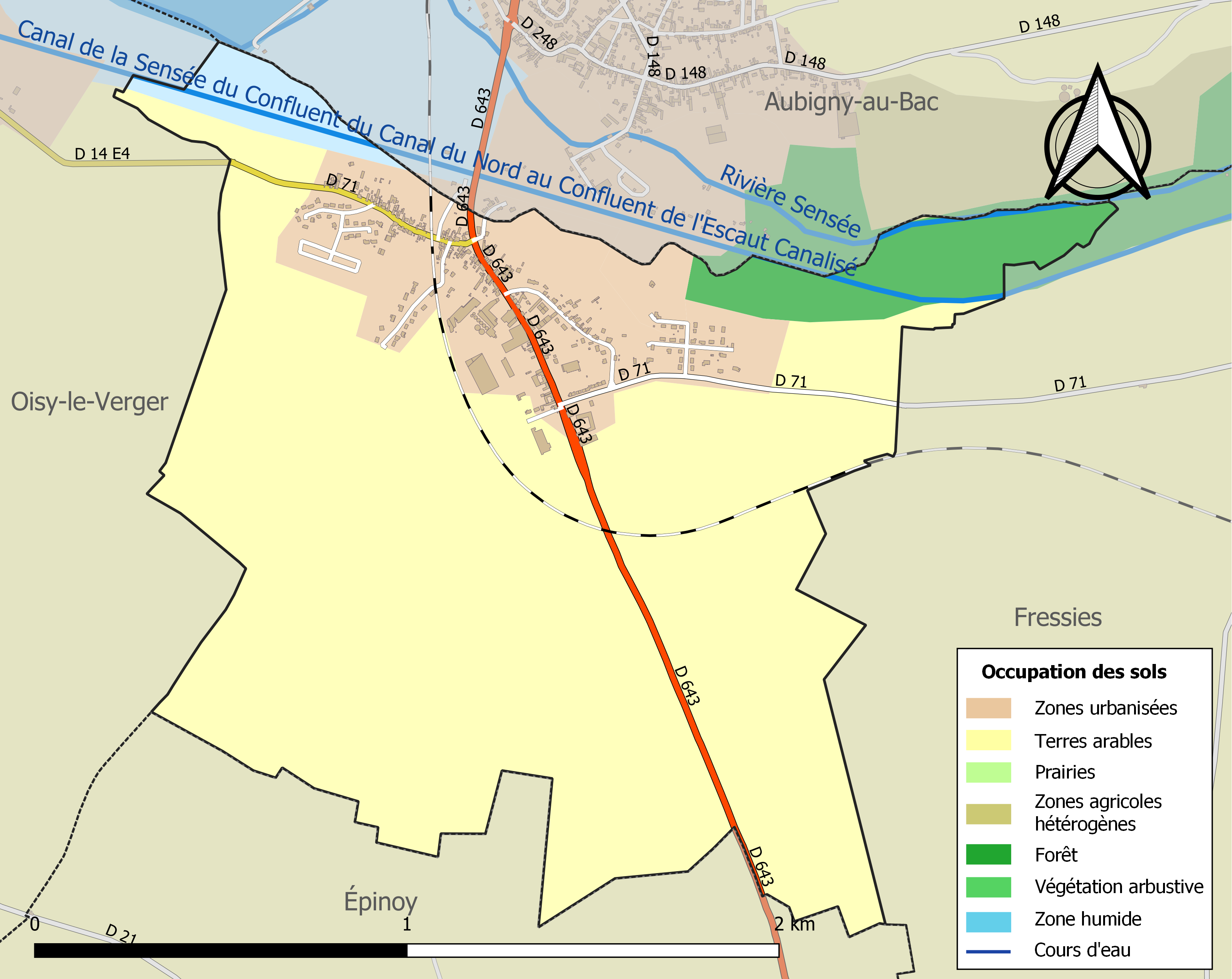
Carte des infrastructures et de l'occupation des sols de la commune en 2018 (CLC).

### Voies de communication et transports
La commune est desservie par le réseau de transports urbains de la Communauté d'agglomération de Cambrai appelé TUC (Transports Urbains du Cambrésis), par la ligne 16,.
Elle est aussi desservie par la ligne 20 du réseau douaisien Évéole.

## Toponymie
On trouve les noms Abbatiuncula (921), Aubencuel (1096 et 1230), Abbenciola (1110), Abbenciolum (1111), Aubenchuel (1209), Aubencheul (1349), mais aussi Albenceolum, Aubechel, Aubechoel, Aubecuel, Aubenceel, Aubinceux, Obinceul, Aubenchœulx, Aubinceul. Selon Boniface, le nom signifie « petite abbaye » ou « prieuré » : la rue de l'Abbaye, les lieux-dits « L'Abbaye du Verger », « La Couture de l'Abbaye » confirment cette explication. Un bac permettait autrefois de traverser la Sensée.

## Histoire

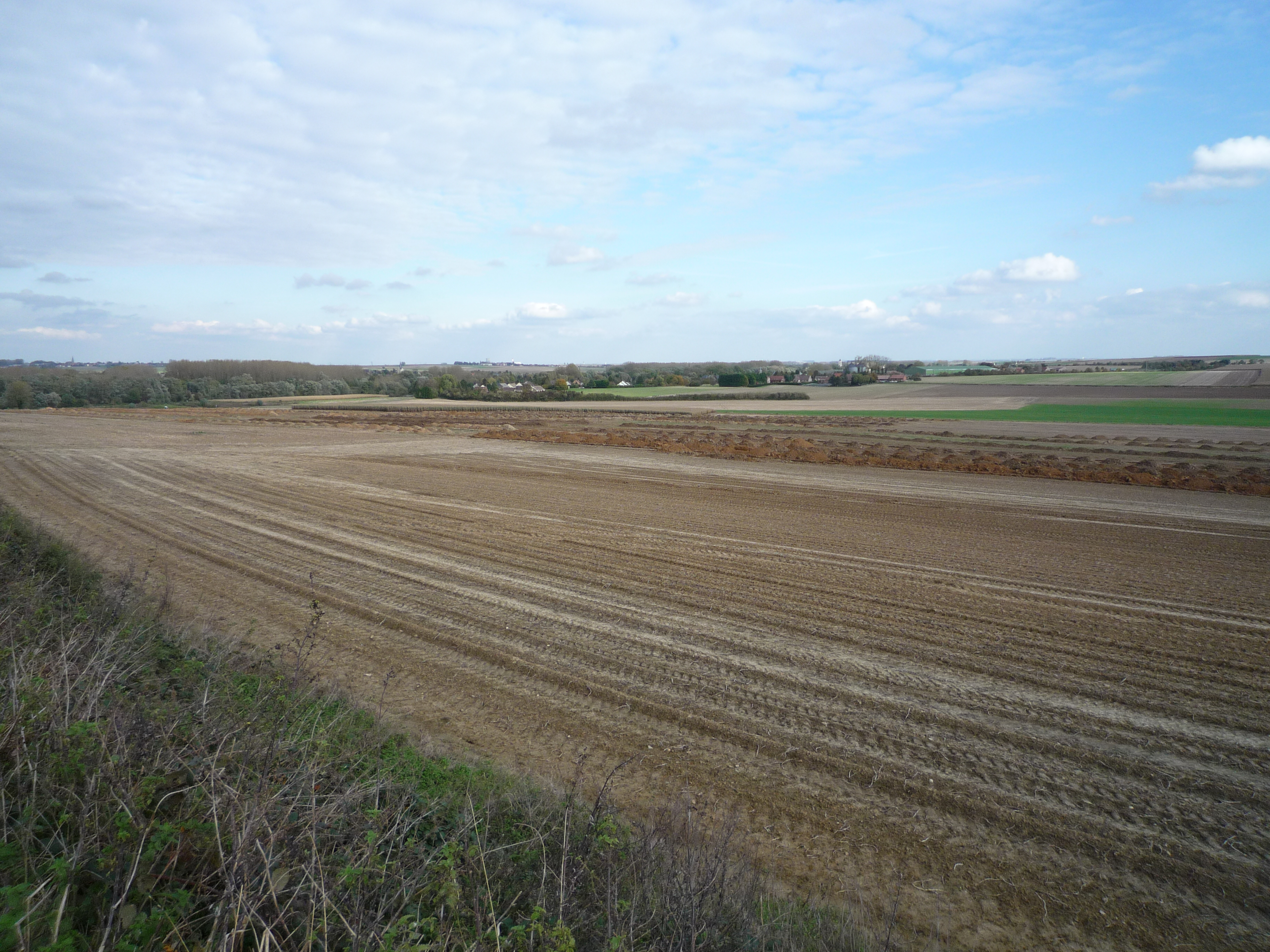
Les fouilles archéologiques à Aubencheul-au-Bac sur le trajet du canal Seine-Nord Europe.

Vers 1220, le cousin de Jean de Montmirail, Baudouin d'Aubencheul et Oda, son épouse, donne[Quoi ?] à l'abbaye Notre-Dame du Verger, le bois de Vénerolles ou Vérérolles, à Aubencheul, entre la terre de Maurestor et le chemin de Villers et le  buiron du moulin de Palluel. En 1233, les abbesses du Verger deviennent Dames seigneuriales de Scurvilers et d'Aubencheul, par la donation de Bauduin d'Aubencheul et d'Oda. Elle possédait encore des terres à Aubencheul au moment de la révolution.

## Politique et administration

### Liste des maires
Maire de 1802 à 1808 : Magniez ou Maniez,.
Auguste-Joseph Bernard est par ailleurs député de la première circonscription de Cambrai du 21 août 1881 au 9 novembre 1885 et conseiller général élu pour le canton de Cambrai-Ouest de 1880 à 1904. Michel Prettre succède à son père en 1995.
| Identité                                               | Période   | Période  | Durée  | Étiquette   |
| Identité                                               | Début     | Fin      | Durée  | Étiquette   |
| ------------------------------------------------------ | --------- | -------- | ------ | ----------- |
| Auguste-Joseph Bernard (30 juillet 1834 - 20 mai 1905) | 1885      |          |        |             |
| Michel Prettre (d), (né le 24 août 1953)               | juin 1995 | En cours | 30 ans | indépendant |

## Population et société

### Démographie

#### Évolution démographique
L'évolution du nombre d'habitants est connue à travers les recensements de la population effectués dans la commune depuis 1793. Pour les communes de moins de 10 000 habitants, une enquête de recensement portant sur toute la population est réalisée tous les cinq ans, les populations de référence des années intermédiaires étant quant à elles estimées par interpolation ou extrapolation. Pour la commune, le premier recensement exhaustif entrant dans le cadre du nouveau dispositif a été réalisé en 2004.

En 2022, la commune comptait 535 habitants, en évolution de +0,94 % par rapport à 2016 (Nord : +0,51 %, France hors Mayotte : +2,11 %).
| 1793 | 1800 | 1806 | 1821 | 1831 | 1836 | 1841 | 1846 | 1851 |
| ---- | ---- | ---- | ---- | ---- | ---- | ---- | ---- | ---- |
| 268  | 300  | 352  | 377  | 471  | 475  | 478  | 471  | 439  |

| 1856 | 1861 | 1866 | 1872 | 1876 | 1881 | 1886 | 1891 | 1896 |
| ---- | ---- | ---- | ---- | ---- | ---- | ---- | ---- | ---- |
| 433  | 492  | 518  | 497  | 476  | 515  | 489  | 477  | 454  |

| 1901 | 1906 | 1911 | 1921 | 1926 | 1931 | 1936 | 1946 | 1954 |
| ---- | ---- | ---- | ---- | ---- | ---- | ---- | ---- | ---- |
| 469  | 481  | 471  | 368  | 361  | 365  | 341  | 371  | 344  |

| 1962 | 1968 | 1975 | 1982 | 1990 | 1999 | 2004 | 2006 | 2009 |
| ---- | ---- | ---- | ---- | ---- | ---- | ---- | ---- | ---- |
| 344  | 367  | 396  | 440  | 516  | 480  | 509  | 519  | 478  |

| 2014 | 2019 | 2022 | - | - | - | - | - | - |
| ---- | ---- | ---- | - | - | - | - | - | - |
| 501  | 546  | 535  | - | - | - | - | - | - |

#### Pyramide des âges
La population de la commune est relativement jeune.
En 2018, le taux de personnes d'un âge inférieur à 30 ans s'élève à 34,1 %, soit en dessous de la moyenne départementale (39,5 %). À l'inverse, le taux de personnes d'âge supérieur à 60 ans est de 26,5 % la même année, alors qu'il est de 22,5 % au niveau départemental.
En 2018, la commune comptait 261 hommes pour 280 femmes, soit un taux de 51,76 % de femmes, légèrement inférieur au taux départemental (51,77 %).
Les pyramides des âges de la commune et du département s'établissent comme suit.
| Hommes | Classe d’âge | Femmes |
| ------ | ------------ | ------ |
| 0,4    | 90 ou +      | 1,1    |
| 6,5    | 75-89 ans    | 8,8    |
| 17,5   | 60-74 ans    | 18,7   |
| 18,6   | 45-59 ans    | 17,3   |
| 24,0   | 30-44 ans    | 19,1   |
| 11,0   | 15-29 ans    | 15,2   |
| 22,1   | 0-14 ans     | 19,8   |

| Hommes | Classe d’âge | Femmes |
| ------ | ------------ | ------ |
| 0,5    | 90 ou +      | 1,4    |
| 5,3    | 75-89 ans    | 8,1    |
| 14,8   | 60-74 ans    | 16,2   |
| 19,1   | 45-59 ans    | 18,4   |
| 19,5   | 30-44 ans    | 18,7   |
| 20,7   | 15-29 ans    | 19,1   |
| 20,2   | 0-14 ans     | 18     |

### Enseignement
Aubencheul-au-Bac fait partie de l'académie de Lille.

## Culture et patrimoine

### Lieux et monuments

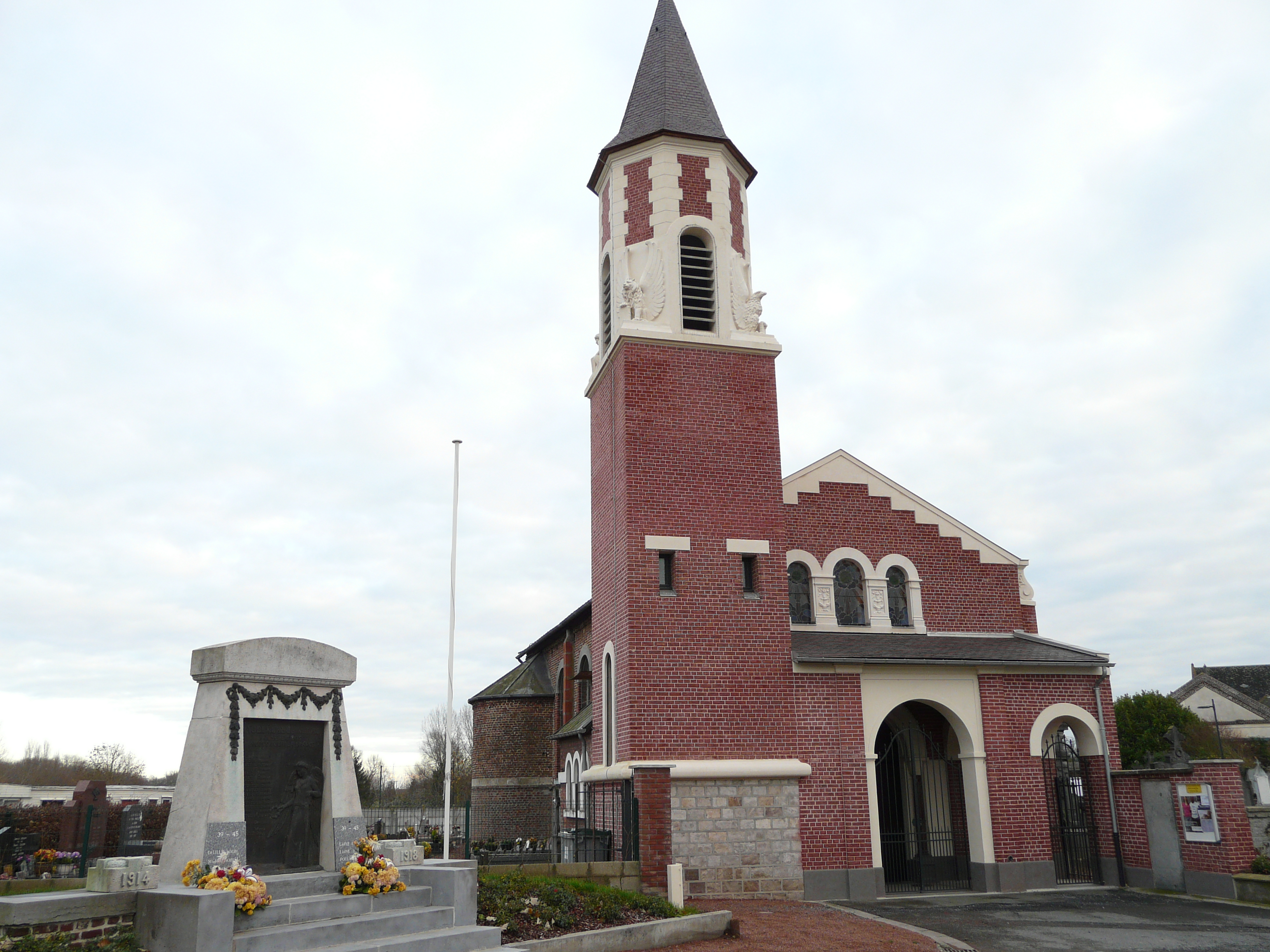
L'église Saints-Pierre-et-Paul et le monument aux morts.

- L'église Saints-Pierre-et-Paul d'Aubencheul. Dans l'église, une statue de Saint Gengulf, protecteur contre des orages violents.
- Le monument aux morts près de l'église célèbre les victimes des deux guerres mondiales[33].
- Le monument allemand dit « du Hanneton », datant de 1917, est le souvenir d'un hôpital de guerre allemand[34].
- La brasserie Tarlier et Cie[35].

### Héraldique
|  | Les armes d'Aubencheul-au-Bac se blasonnent ainsi : « D'or à trois hamaides de gueules. » |

## Pour approfondir